# 自己認識

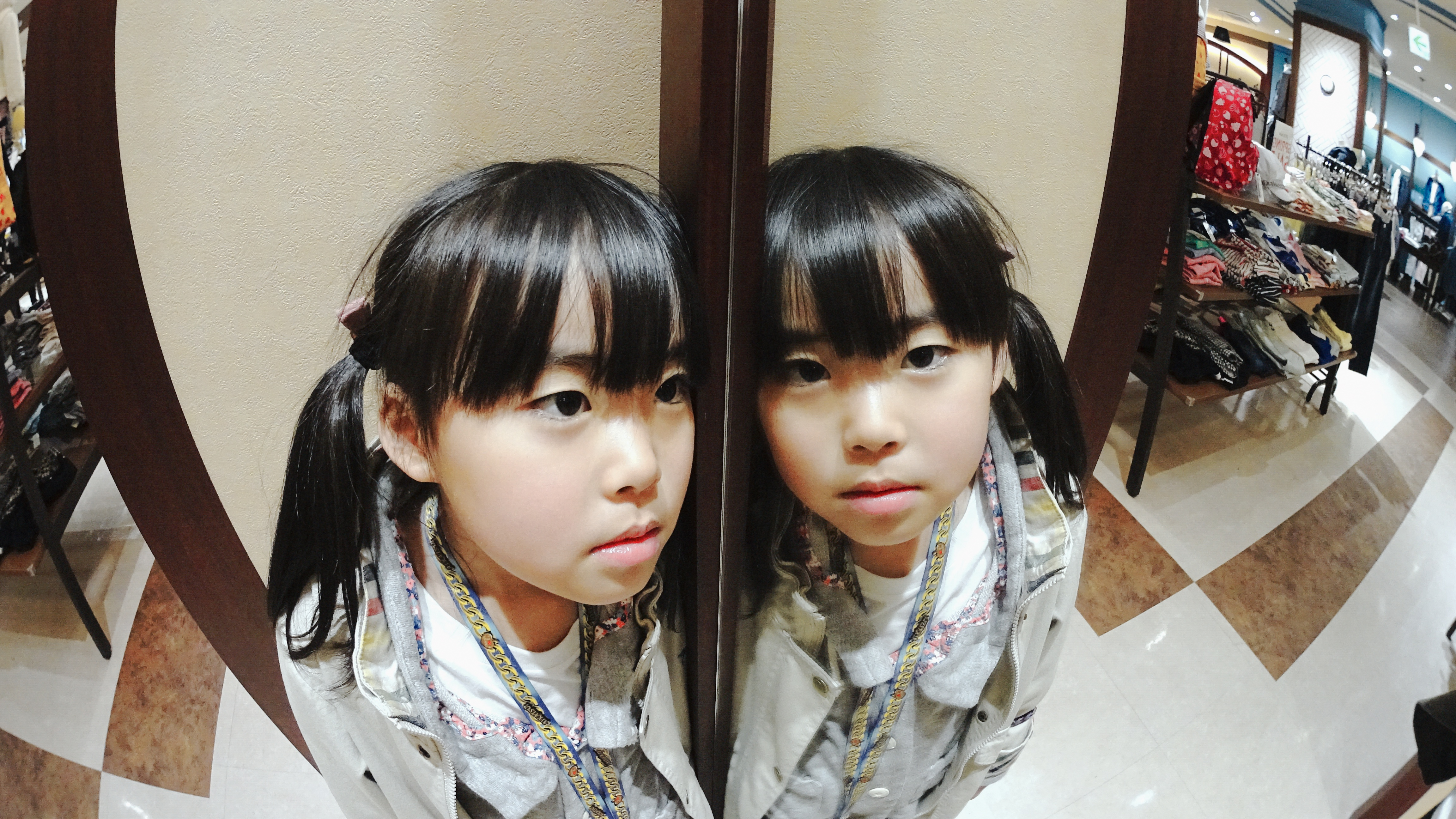
鏡を見つめる少女

自己の哲学において自己認識（じこにんしき、英: self-awareness）とは、自分自身の人格や個性を経験することである。クオリアという意味での意識とは異なる。意識とは自分の環境や身体やライフスタイルに気づくことであるが、自己認識とはその気づきを認識することである。自己認識とは、個人が自分自身の性格構造や感情や動機づけや欲望をどのように経験し理解するかといったことでもある。

## 神経生物学

### 概要
私たちは、自己認識を可能にする脳のどの部分がどのようにして生物学的にプログラムされているかという問題に直面している。ヴィラヤヌル・S・ラマチャンドランは、ミラーニューロンが人間の自己認識の神経学的基盤を提供する可能性があると推測している。2009年にエッジ・ファンデーション向けに書かれたエッセイの中で、ラマチャンドランは彼の理論について次のような説明をしている。「…私はまた、これらのニューロンは他者の行動をシミュレートするだけでなく、「内側」に向けられることもできる――それは言わば――あなた自身の以前の脳過程の二次表象やメタ表象を作り出すことができる。これが内省の神経学的基盤であり、そして自己認識と他者認識の相互作用性である。ここではどちらが先に進化したかという鶏卵問題が明らかに存在するが…主なポイントは、両者が共進化し、相互に豊かにし合って現代人を特徴づける成熟した自己表象を創り出したということである」。

### 身体
身体的（自己）意識は、深部感覚と視覚化と関係している。

#### 健康
健康や医学において、身体意識とは、人がさまざまな内部感覚に正確に注意を向ける能力の総称である。深部感覚と内臓感覚は、個人が多くの感覚に意識的に気づくことを可能にする。深部感覚は、個人や患者が筋肉や関節、姿勢やバランスの感覚に注意を向けることを可能にし、内臓感覚は、変動する心拍や呼吸、肺の痛みや満腹感など、内臓の感覚を判断するのに使われる。過剰な身体意識、不十分な身体意識、歪んだ身体意識は、肥満や神経性無食欲症や慢性関節痛など、さまざまな健康障害や状態における症状である。例えば、神経性無食欲症の患者に見られる満腹感の歪んだ知覚である。

#### 人間発達
人間発達における身体的自己意識とは、自分の身体を物理的な性質を持つ物理的な対象として認識し、他の対象と相互作用できるという自分の意識のことである。テストでは、幼児は数か月のうちに、自分が受け取る深部感覚と視覚情報との関係に気づくことができることが示されている。これは第一者的自己意識と呼ばれる。
18か月頃から後期になると、子どもたちは反射的自己意識という次の段階の身体意識を発達させ始める。これは、子どもたちが反射や鏡や写真で自分自身を認識するようになる段階である。この段階の身体的自己意識をまだ得ていない子どもたちは、自分自身の反射を他の子どもと見なし、それに応じて反応する傾向がある。つまり、他の人と対面しているかのように見ている。それに対して、この段階に達した子どもたちは、自分自身を見ていることに気づく。例えば、反射で顔に汚れがあることに気づき、それから自分の顔に触って汚れを拭き取ろうとする。
幼児が反射的自己意識を持つようになった後しばらくすると、子どもたちは自分の身体を時間や空間の中で他の対象と相互作用し影響し合う物理的な対象として認識する能力を発達させ始める。例えば、毛布の上に置かれた幼児が誰かに毛布を渡すよう頼まれたとき、毛布を持ち上げるためには毛布から降りなければならないことに気づく。これは身体的自己意識の最終段階であり、客観的自己意識と呼ばれる。
幼児が反射的な自己認識を持つようになった直後、彼らは自分の身体を時間や空間の中で他の対象と相互作用し影響し合う物理的な対象として認識する能力を発達させ始める。例えば、毛布の上に置かれた幼児が誰かに毛布を渡すよう頼まれたとき、毛布を持ち上げるためには毛布から降りなければならないことに気づく。これは身体的自己認識の最終段階であり、客観的自己認識と呼ばれる。

### 人間以外の動物

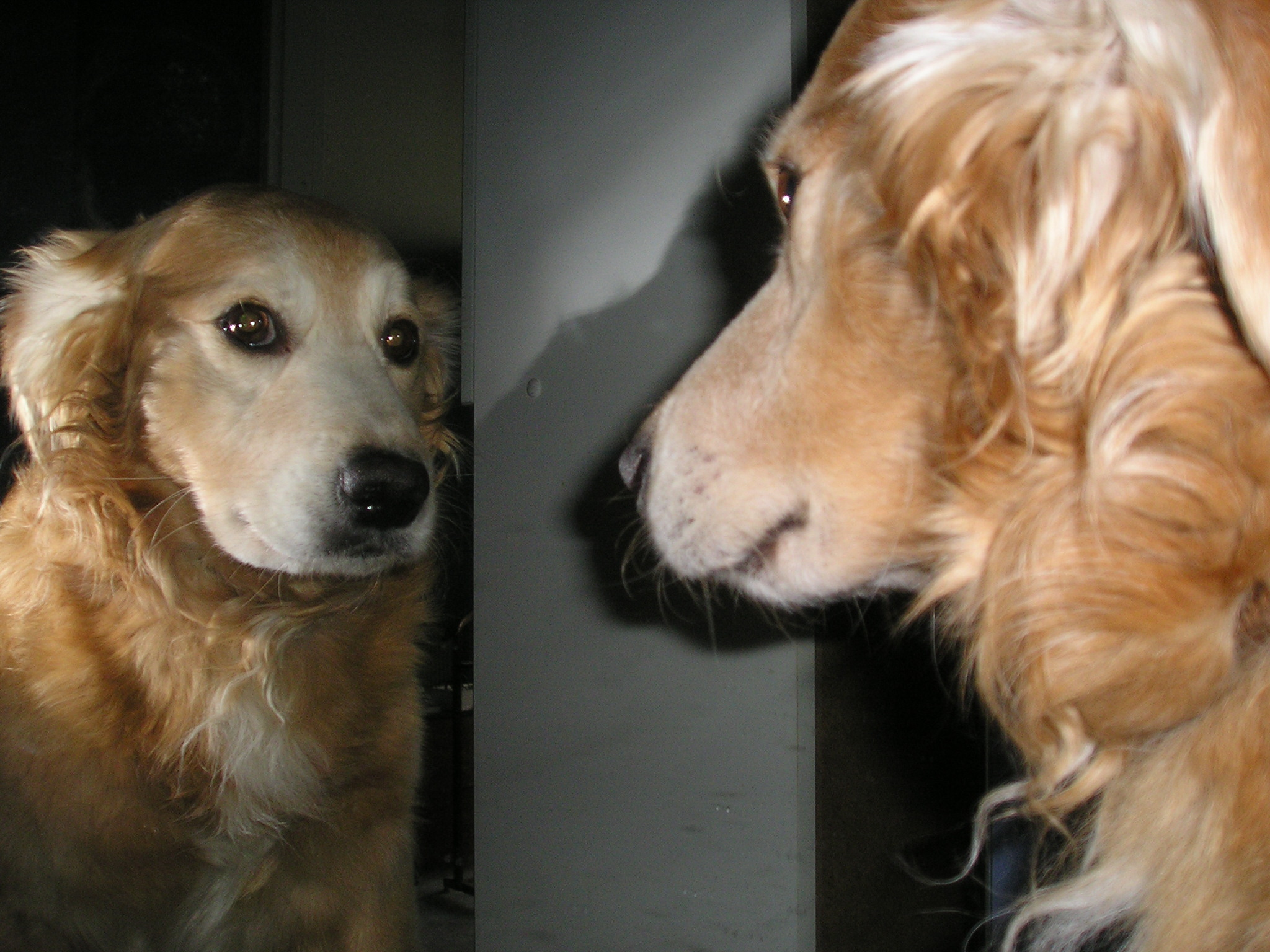
ミラーテストは自己認識の簡単な尺度である。

最も関連性の高い「ミラーテスト」は、チンパンジーやゾウやイルカやカササギに対して行われたことがある。

#### 霊長類
チンパンジーをはじめとする霊長類は、これまでに動物の自己認識の相対性に関する最も説得力のある結果と明確な証拠を示しており、人間に最も近い種と比較されている。

#### イルカ
イルカも同様のテストを受けて同じ結果を得た。ダイアナ・リースは、ニューヨーク水族館の心理生物学者であり、ハンドウイルカ属のハンドウイルカが鏡で自分自身を認識できることを発見した。

#### カササギ
研究者たちは、カササギの自己認識を調べるために、マークテストやミラーテストという方法を使った。鳥類の多くはくちばしの下が見えないため、プライオールらは、カササギの首に赤・黄・黒の3色のマークをつけた（黒はカササギ本来の色に似せたもの）。鏡の前に置かれたとき、赤や黄色のマークがついている鳥は首をかきむしったりして、体に何か違うものがあることに気づいていることを示した。鏡とマークがある試行では、5羽中3羽が少なくとも1回は自己指向的な行動を示した。カササギは鏡に近づいたり、鏡の裏を見たりして鏡を探索した。そのうち1羽であるハーヴィーは、何度も物をくわえてポーズをとったり、羽ばたいたりして、くちばしに物を持ったまま鏡の前で行動した。これは自己認識の一種であり、自分自身や現在起こっていることに気づいていることを表している。著者らは、鳥類や哺乳類で見られる自己認識は収斂進化の一例であり、同じような進化的圧力が同じような行動や特徴を生み出すが、それらは異なる経路で到達するという可能性があると示唆している。
黒いマークと鏡がある試行では、カササギ自身の体に対する行動がわずかに起こった。この研究では、黒いマークが黒い羽毛に若干見えていた可能性があると仮定されている。プライオールらは、「マーク部位への行動は、体に珍しい点があることと一緒に鏡で自分自身の体を見て引き起こされたという解釈を間接的に支持するものである」と述べている。
カササギの行動は、鏡がない場合と明らかに対照的であった。鏡がない試行では、鏡と同じ大きさ・位置に反射しない灰色の板が入れ替えられた。マークがあっても色付きでも黒でも、マーク指向的な自己行動は起こらなかった。プライオールらのデータはチンパンジーで得られた結果と定量的に一致している。マークテストのまとめとして、この結果はカササギが鏡像が自分自身の体を表していることを理解しており、カササギは自己認識を持っていることを示している。

#### ミラーテストの4つの段階
このテストでは、実験者は動物が4つの段階を経ることを観察する。
1. 社会的反応
2. 物理的な鏡の検査
3. 反復的な鏡のテスト行動
4. マークテスト。これは、動物が自分の体につけられたマークに自発的に触れるかどうかを調べるものである。このマークは、鏡がなければ見えにくいものである[14]。

#### 動物における自己認識の3つの「タイプ」
デイビッド・デグラジアは、動物には3つのタイプの自己認識があると述べている。
1. 身体的自己認識
  1. この意識は、動物が自分が周囲の環境とは異なることを理解することを可能にする。それはまた、動物が自分自身を食べない理由でもある。身体的自己認識には、深部感覚や感覚も含まれる。
2. 社会的自己認識
  1. このタイプの意識は、高度に社会的な動物に見られ、自分が生き残るために自分自身の中に役割を持っているという意識である。このタイプの意識は、動物が互いに相互作用することを可能にする。
3. 内省的自己認識
  1. この意識は、動物が感情や欲望や信念を理解することに責任がある[15]

#### 「赤点法」
「赤点法」とは、鏡像認識テストとも呼ばれ、ゴードン・G・ギャラップが考案し実験した行動技法で、動物（霊長類）の自己認識を研究するためのものである。この技法では、麻酔された霊長類の額に赤い無臭の点をつける。この点は、鏡を通してしか見えないように額につける。個体が麻酔から覚めると、鏡に映った自分の姿を見てから点に向かって自発的な動きをするかどうかを観察する。赤点法の実験中、鏡を見た後、チンパンジーは自分の額にある赤い点に指を触れたり、点に触れた指を嗅いだりした。「鏡で自分自身を認識できる動物は、自分自身を概念化できる」とギャラップは言う。もう一つの優れた例は象である。3頭の象が大きな鏡にさらされ、実験者は象が自分の姿を見たときの反応を研究した。これらの象には「リトマスマークテスト」と呼ばれるテストが与えられ、彼らが見ているものが何であるかを自覚しているかどうかを見るために行われた。この目に見えるマークは象につけられ、研究者は自己認識において大きな進歩があったと報告した。象は他の動物（サルやイルカなど）と同じ成功率を示した。

#### 協力と進化的問題
生物は、自己認識があるということや、利己主義と利他主義の区別や他者のクオリアに気づくことなく、効果的に利他的であることができる。これは、生物の自然環境における他の個体に利益をもたらす特定の状況への単純な反応によって起こる。もし自己認識が利他主義のための感情的な共感メカニズムを必要とし、その欠如では利己主義がデフォルトであるとしたら、それはすべての社会的動物において自己認識のない状態から自己認識のある状態への進化を妨げてしまっただろう。進化論が自己認識を説明する能力は、自己認識が残虐行為の根拠であるという仮説を捨てることで救われる。

## 心理学
自己認識は、「発達的および進化的な観点から、心理学における最も基本的な問題である」と言われている。
自己認識理論は、デュバルとウィックランドが1972年に発表した画期的な著書「客観的自己認識の理論」で提唱されたもので、私たちが自分自身に注意を向けるとき、自分の現在の行動を内部の基準や価値観と評価し比較するというものである。これによって客観的自己認識という状態が引き起こされる。私たちは自分自身の客観的な評価者として自意識になる。しかし自己認識と自己意識とは混同してはならない。さまざまな感情状態は自己認識によって強められる。しかし、一部の人々はこれらの手段を通じて自己認識を高めようとするかもしれない。人々は自己認識にさせられるとき、自分の基準に沿った行動をとる可能性が高くなる。人々は自分の個人的な基準に達しないとき、否定的に影響を受ける。さまざまな環境的手がかりや状況が自己への気づきを引き起こす。これらの手がかりは個人的な記憶の正確さも高める。アンドレアス・デメトリウのネオ・ピアジェ主義の認知発達理論の一つでは、自己認識は生まれてから一生を通じて系統的に発達し、一般的な推論過程の発達において重要な要因であるとされている。さらに、最近の一連の研究では、認知過程に関する自己認識が、ワーキングメモリや処理速度、理性などの処理効率機能と同じくらい一般知能に関与していることが示されている。アルバート・バンデューラの自己効力感の理論は、私たちのさまざまな程度の自己認識に基づいている。それは「見込まれる状況を管理するために必要な行動の組織化と実行に対する自分の能力への信念」である。人が成功するという信念は、彼らがどのように考え、行動し、感じるかという舞台を設定する。例えば、強い自己効力感を持つ人は、挑戦を単なる克服しなければならない課題と見なし、挫折にも簡単に落胆しない。彼らは自分の欠点や能力に気づき、それらの資質を最大限に活用することを選択する。弱い自己効力感を持つ人は、挑戦を避け、挫折にすぐに落胆する傾向がある。彼らはこれらの否定的な反応に気づかないこともあり、だからといって常に態度を変えるとは限らない。この概念はバンデューラの社会的認知理論の中心的なものであり、「観察学習、社会的経験、相互決定論が人格の発達に果たす役割」を強調している。

### 発達段階
個人は、自己認識の発達を通じて自分自身に意識を向けるようになる。この特殊なタイプの自己発達は、自分の身体や精神状態（思考、行動、アイデア、感情や他者との相互作用などを含む）に意識を向けることに関係している。「自己認識は、ある特定の行動によって突然起こるのではなく、自己に関係するさまざまな行動の連続を通じて徐々に発達する」と言われている。自分の精神状態をモニタリングすることをメタ認知と呼び、それは自分に対する何らかの概念があることを示す指標である。それは、感覚や記憶の源を使って非自己成分に対する早期の感覚を通じて発達する。自己探求や社会的経験を通じて自己認識を発達させることで、人は自分の社会的世界を広げ、自分自身により親しみを持つことができる。
エモリー大学のフィリップ・ロシャによると、早期発達において展開される自己認識のレベルは5つあり、「レベル0」（自己認識がない）から「レベル5」（明示的な自己認識）まで複雑さが進む6つの可能性がある。
- レベル0：混乱。このレベルでは、個人は自己認識の度合いがゼロである。この人は鏡の反射や鏡自体に気づいていない。彼らは鏡を自分の環境の延長として捉えている。レベル0は、大人が鏡で自分を驚かせたり、一瞬だけ自分の反射を別人だと間違えたりする場合にも表れる。
- レベル1：区別。個人は鏡が物事を反射できることに気づく。彼らは鏡の中にあるものが周囲とは異なることに気づく。このレベルでは、彼らは鏡での自分の動きと周囲の動きとを区別することができる。
- レベル2：状況。この時点で個人は鏡での動きと自分の身体内で知覚されるものとを結びつけることができる。これは自己探求の最初の兆しであり、鏡に映ったものが自分に特別なものであることを示す。
- レベル3：同一視（英語版）。この段階では、新たに自分を識別する能力が現れる：個人は今や鏡の中にいるのは別人ではなく実際に自分だとわかるようになる。これは、子どもが自分を指すときに鏡を参照する代わりに、鏡を見ながら自分を参照するようになったときに見られる。
- レベル4：永続性。個人がこのレベルに達すると、現在の鏡像を超えて自分を識別することができるようになる。彼らは以前の写真で違っていたり若かったりした自分を識別することができる。「永続的な自己」が今や経験されるようになる。
- レベル5：自己意識または「メタ」自己認識。このレベルでは、自分が第一者視点から見られるだけでなく、第三者視点からも見られることに気づくようになる。彼らは他者の心の中に入れることを理解し始める。例えば、公的な立場からどう見られているかということである[21]。

## 乳幼児期・幼児期

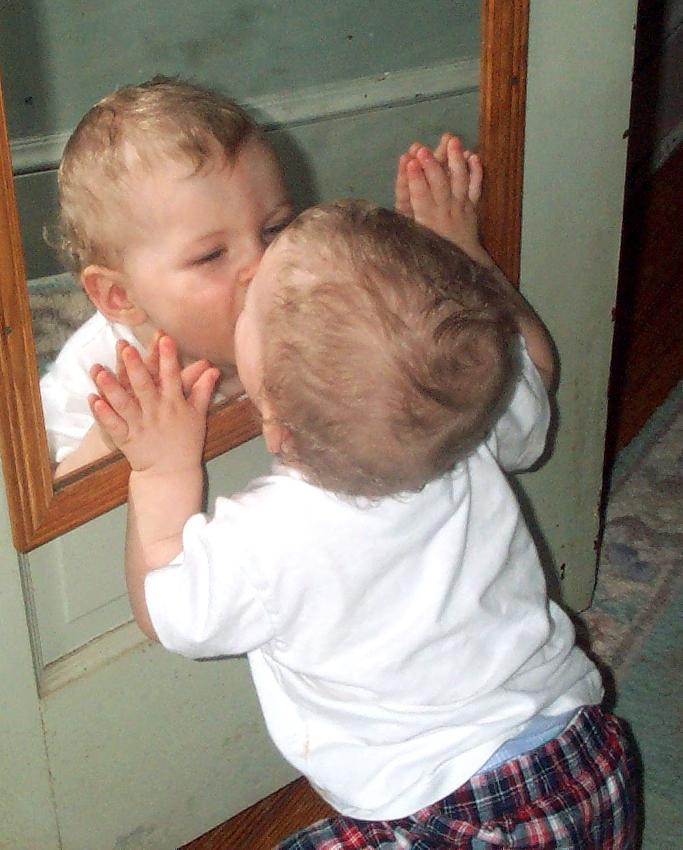
鏡に触る幼児

この世に生まれてくるとき、幼児には周りのものが何なのか、周りの他者の意義は何なのかという概念はないことを念頭に置いておく必要がある。最初の1年間で、彼らは徐々に自分の身体が母親の身体とは別であること、そして自分は「空間における能動的で因果的な主体である」ということに気づき始める。最初の1年が終わるころには、さらに自分の動きも母親の動きとは別であることに気づく。それは大きな進歩であるが、彼らはまだかなり限られており、「幼児は自分の顔を認識することができない」という意味で、自分がどう見えるかを知ることはできない。平均的な幼児が18～24ヶ月に達するころには、自分自身を発見し、鏡の中に映った自分の姿を認識するようになるが、研究では、この年齢は社会経済的水準や文化や育児に関する違いによって大きく異なることがわかっている。彼らは自分の前にある映像が自分であることを示す動きをすることで、起こっている原因と結果の関係を考慮し理解できることを示している。24ヶ月になると、幼児は鏡での動きと自分の身体内で知覚されるものとを結びつけることができるようになる。幼児が鏡の前で多くの経験や時間を得た後、それから初めて彼らは鏡に映った自分自身を認識し、それが自分だと理解することができる。例えば、ある研究では、実験者は赤いマーカーで幼児の鼻にかなり大きな赤い点（幼児に見えるように）をつけて、鏡の前に置いた。15ヶ月未満では、幼児はこれに反応しないが、15ヶ月以降では、鼻に何かついていることに気づいて触ったり、触った指を嗅いだりする。これは彼らが鏡に映った映像が自分自身であることを認識していることを示す外見である。ミラー・セルフ・レコグニション・タスクと呼ばれる同じようなものもあり、長年にわたって研究ツールとして使われており、幼児の自己感覚/自己認識の基礎を与えてくれたり導いてくれたりしている。例えば、「ピアジェにとって、客体化は、幼児が自分の身体の空間的・因果的関係を外部世界に対して表現できるようになるにつれて起こる身体的自己の客体化である」。顔認識は、彼らの自己認識の発達において大きな転換点を置く。18か月になると、幼児は自分の名前を他者に伝えることができ、自分が写っている写真を見せられると、自分を特定することができる。2歳になると、彼らは通常、性別や年齢のカテゴリーも獲得し、「私は女の子で、男の子ではない」とか「私は赤ちゃんや子供で、大人ではない」というようなことを言う。明らかに、それは大人や思春期のレベルではないが、幼児が中期児童期に移り、それから思春期に進むにつれて、彼らはより高いレベルの自己認識や自己記述を発達させる。
幼児が感覚を発達させ、周りに何があるかを認識するために複数の感覚を使うにつれて、「顔面多刺激」と呼ばれるものに影響される可能性がある。フィリペッティ、ファローニ、ジョンソンによる一つの実験では、5か月ぐらいの幼児に「顔面錯覚」と呼ばれるものが与えられた。「幼児は同時代の仲間の顔が絵筆で頬を系統的に撫でられている横並びのビデオ画面を見た。ビデオ提示中、幼児自身の頬は一方のビデオと同期して、もう一方のビデオと非同期して撫でられた」。幼児は仲間のイメージを自分自身と投影し、錯覚の助けを借りて自分自身への顔認識手がかりを示すことが証明された。

### ピアジェ
学齢期になると、個人の記憶に対する自己認識は自分自身の存在感に移行する。この段階では、子どもは興味や好き嫌いなどを発達させ始める。この移行によって、個人の過去・現在・未来に対する意識が高まり、意識的な経験がより多く記憶されるようになる。幼児期になると、子どもは物事について一般化するのではなく、より具体的な詳細を話し始める。例えば、幼児はスポーツが好きだと言うだけでなく、ロサンゼルス・レイカーズのバスケットボールチームやニューヨーク・レンジャーズのホッケーチームについて話すようになる。さらに、子どもは特定の好み（例えば、トッドはマカロニチーズが好きである）や自分の所有物（例えば、ララは家で鳥をペットとして飼っている）を表現し始める。この年齢の幼児はピアジェが「前操作期」と呼ぶ発達段階にある。幼児は自分を判断するのが非常に不正確である。例えば、幼児は自分が強いということと、学校のジャングルジムを渡る能力とを結びつけたり、数学の問題を解くことと数える能力とを結びつけたりしない。

## 青年期
青年期になると、人は自分の感情に意識を向けるようになる。ほとんどの子どもは恥や罪悪感や誇りや困惑といった感情を2歳までに認識するが、それらの感情が自分の人生にどのように影響するかを完全に理解しているわけではない。13歳頃から、子どもたちはこれらの感情に触れて自分自身に当てはめ始める。「自己の構築」と題された研究では、多くの青年が友人の前では幸せで自信があるが、親の前では失望させてしまうかもしれないという恐怖から絶望や怒りを感じていることがわかった。青年たちはまた、教師の前では知的で創造的であると感じたり、馴染みのない人々の前では恥ずかしくて不快で緊張したりすることも示された。
思春期の発達において、自己認識の定義は、思春期者が幼児期に比べて成熟しているため、より複雑な感情的な文脈を持つ。これらの要素には、自己像や自己概念や自己意識など、ロシャの自己認識の最終段階に関連する多くの特徴が含まれるが、それだけに限定されるものではない。しかし、それはそれ自身の以前の定義の中で明確な概念である。社会的相互作用は、主に思春期者と幼児期との間で自己認識の要素を分けるものであり、さらに思春期者では感情認識スキルが発達している。サンドゥ、パニソアラ、パニソアラは、彼らが思春期者と行った仕事でこれらを示しており、17歳の生徒たちには自己認識の成熟した感覚があり、それは自己概念や自己像や自意識などの要素が自己認識とどのように関係しているかという明確な構造を提供している。

### メンタルヘルス
子どもたちが思春期の段階に達すると、感情の鋭さはメタ認知的な状態に広がり、思春期者の高まった感情的・社会的発達のために精神的健康問題がより顕在化する可能性がある。自己認識に関連する文脈的行動科学の要素としては、Self-as-ContentやSelf-as-ProcessやSelf-as-Contextなどがあり、それらは精神的健康と関連している。モラン、アルマダ、マクヒューは、これらの自己領域がさまざまな能力で思春期者の精神的健康と関連していることを示している。怒り管理も精神的健康の領域であり、思春期者の自己認識と関連している。自己認識訓練は怒り管理問題を低下させたり攻撃性傾向を減らしたりすることと関連付けられている。「自己認識が十分な人々は、自分自身や怒りを起こした時に気づきと受容を促進し、最初に内側に怒りがあることを気づき受け入れてから対処しようとする」。

## 哲学

### ロック
自己認識に関する初期の哲学的議論の一つは、ジョン・ロックのものである。ロックは、ルネ・デカルトの「我思う、ゆえに我あり」（‘’Cogito ergo sum‘’）という通常の翻訳に影響を受けたようである。ロックは、1689年の著書「人間知性論」の第XXVII章「同一性と多様性について」で、自己認識を自分自身を繰り返し同一視することとして概念化し、それによって主体に道徳的責任が帰属されることで、ニーチェなどの批評家が指摘するように、罰や罪悪感を正当化することができるとした。「…良心の心理学は「人間における神の声」ではなく、「残酷さの本能」である…それは初めて文化の基礎の中で最も古くて必要不可欠な要素の一つとして表現された。」 ジョン・ロックは自ら「自己認識」や「自己意識」という用語を使っていない。ロックによれば、個人的なアイデンティティ（自己）は「物質ではなく、意識に依存する」。私たちは、過去や未来の思考や行動に対して現在の思考や行動に対して意識しているのと同じように意識している限り、同じ人物である。もし意識がすべての思考を二重化する「思考」であるならば、個人的なアイデンティティは意識の繰り返しした行為にしか基づかない。「これは個人的なアイデンティティが何によって構成されているかを示してくれるかもしれない：物質の同一性ではなく…意識の同一性である。」例えば、自分はプラトンの転生であり、したがって同じ魂を持っていると主張するかもしれない。しかし、自分がプラトンと同じ人物であるということは、プラトン自身がそうであったように、プラトンの思考や行動を意識している場合に限られる。したがって、自己アイデンティティは魂に基づいていない。一つの魂はさまざまな人格を持つことができる。
ロックは、自己同一性は身体や物質に基づいているのではなく、物質は変化しても人は同じままであると主張する。「動物の同一性は、物質の同一性ではなく、生命の同一性によって保存される」というのは、動物の身体はその生涯の間に成長し変化するからである。ロックは、王子と靴屋の場合を説明する。それは、王子の魂が靴屋の身体に移され、その逆もまた然りであるという場合である。王子はまだ自分を王子だと見なしているが、もはやそう見えなくなっている。この境界例は、自己同一性が意識に基づいており、自分の意識に気づくことができるのは自分だけであり、外部の人間の裁判官は、本当に同じ人物を裁いているのか、それとも単に同じ身体を裁いているのかを決して知ることができないという問題的な考えにつながる。ロックは、人間は自分の魂ではなく自分の身体の行為に対して裁かれる可能性があり、神だけが人間の行為を正しく裁くことができると主張する。また、人間は自分が意識している行為に対してだけ責任を負う。これは正気防衛の基礎を形成するものであり、それは人間が無意識的に非合理的であったり精神的に病んでいたりした行為に対して責められるべきではないと主張するものである。人間の人格に関してロックは、「それが意識によってその現在の自己と調和させたり帰属させたりできない過去の行為については、それらが決して行われなかったかのようにそれ以上関与することができず、そのような行為に基づいて喜びや苦しみ、すなわち報酬や罰を受け取ることは、全く非功労的な最初の存在で幸せや不幸にされることと全く同じである」と主張する。

## 障害
自分の障害に気づかないという医学用語は病態失認といい、一般には洞察力の欠如として知られている。自己認識の欠如は治療やサービスの不順守のリスクを高める。自分に病気があることを否定する人は、自分に何も問題がないと確信しているので、専門家の助けを求めることに反対するかもしれない。自己認識の障害は、しばしば前頭葉の損傷に続いて起こる。個人の自己認識の欠如の程度を測定するためによく使われる2つの方法がある。患者能力評価尺度（PCRS）は、外傷性脳損傷を負った患者の自己認識を評価する。PCRSは30項目からなる自己報告式の尺度であり、被験者に5点リッカート尺度を用いてさまざまな課題や機能における困難度を評価させる。独立して、患者をよく知っている親族や重要な他者にも、同じ行動的項目について患者を評価してもらう。親族と患者の知覚の差は、障害された自己認識の間接的な尺度と見なされる。この実験の限界は、親族の回答にある。彼らの回答の結果はバイアスになりうる。この限界は、患者の自己認識をテストするための第二の方法を促した。単純に患者に病院にいる理由や体に何が問題があるかを尋ねるだけで、彼らが何を見て分析しているかについて興味深い答えが得られる。

### アノソグノシア
アノソグノシアとは、ジョゼフ・ババンスキーが、右半球脳卒中によって左側の片麻痺を患った個人が、自分の左腕や左足に何の問題もないと否定するという臨床状態を表すために造語したものである。この状態は片麻痺に対するアノソグノシア（AHP）として知られている。この状態は年月とともに進化し、現在では神経学的および神経心理学的な症例の両方で主観的な経験が欠如している人々を表すのに使われている。アノソグノシアに関連する障害は多岐にわたる。例えば、皮質病変によって失明した患者は、実際には自分が失明していることを自覚せず、視覚障害がないと主張することがある。失語症や他の認知障害を持つ人々もアノソグノシアを患う可能性があり、自分の欠陥や発話エラーに気づかないため、自分で訂正しないことがある。アルツハイマー病を患う人々は自己認識が欠如しており、その欠如は彼らの病気が進行するにつれて激しくなる。この障害の重要な問題は、アノソグノシアを持ち、特定の疾患を患っている人々がそれらに気づかないことであり、それが最終的に彼らを危険な立場や環境に置くことにつながる。現在までにAHPの治療法は存在しないが、前庭刺激によって一時的な寛解が起こったことが文献で報告されている。

### 解離性同一性障害
解離性同一性障害（DID）または多重人格障害（MPD）とは、2つ以上の別々で明確な人格状態（またはアイデンティティ）が個人の行動を異なる時点で制御するという同一性の障害を伴う障害である。一つのアイデンティティは別のアイデンティティと異なる場合があり、DIDを持つ個人は、一つのアイデンティティの影響下にあるとき、他のアイデンティティが制御していたときの経験を忘れる場合がある。「一つのアイデンティティに支配されているとき、人は他の人格が支配していたときに起こった出来事の一部を思い出すことができないことがよくある」。彼らは時間喪失や記憶喪失を経験し、異なる人格では異なる仕草や態度や話し方や考え方を採用することがある。彼らは自分が生きているさまざまな人生や自分の状態や一般的に気づいていないことが多く、自分の人生を他人のレンズを通して見ているように感じたり、鏡で自分自身を認識できなかったりすることもある。DIDに関する2つの事例がこの障害に対する認識を高めた。最初の事例はイブという患者である。彼女は3つの異なる人格を抱えていた。イブ・ホワイトは良き妻であり母であり、イブ・ブラックはパーティーガールであり、ジェーンは知性的な人格であった。ストレスを受けると、彼女の発作は悪化した。彼女は自分の娘を絞め殺そうとしたこともあり、その後その行為を全く覚えていなかった。イブは自分の別人格を制御し、自分の障害や発作に気づくことができるようになるまで何年もの治療を受けた。当時この症状は非常に稀であったため、彼女の状態は映画化された本「イブの三つの顔」や、イブ自身が書いた回顧録「私はイブである」に影響を与えた。医師たちは、大恐慌の時代に育ち、他人に対して恐ろしいことが行われるのを目撃したことが、感情的な苦痛や断片的な記憶喪失、そして最終的にはDIDを引き起こした可能性があると推測した。2番目の事例はシャーリー・アーデル・メイソン、またの名をシビルである。彼女は16以上もの異なる人格を持ち、それぞれに異なる特徴や才能があったとされている。彼女が幼少期に母親から受けた恐ろしく残虐な虐待の体験談は、医師たちにこのトラウマが彼女の人格を分裂させた原因であると信じさせ、この障害が児童虐待に根ざしているという未証明の考えを広めるとともに、この障害を有名にした。しかし1998年に、シビルの事例は偽物であることが暴露された。彼女のセラピストは、シビルが自分自身のように感じている時でも、他の別人格として振る舞うように促していた。彼女の状態は本やテレビ化の契約を取り付けるために誇張されていた。この発見の直後から、この障害に対する認識は急速に崩れ始めた。現在までに、DIDの確かな原因は見つかっていないが、心理療法や薬物療法や催眠療法や補助的な治療法などが非常に効果的であることが証明されている。

### 自閉症スペクトラム障害
自閉症スペクトラム障害（ASD）は、神経発達障害の範囲であり、社会的コミュニケーションに悪影響を及ぼし、行動上の課題を生み出す可能性がある（Understanding Autism, 2003）。「自閉症スペクトラム障害（ASD）と自閉症は、どちらも脳の発達に関する複雑な障害の一群を指す一般的な用語である。これらの障害は、さまざまな程度で、社会的相互作用や言語的・非言語的コミュニケーションや反復行動に困難が伴うことが特徴である」。ASDは想像力の異常を引き起こす可能性もあり、感覚運動や知覚や情動の次元では、軽度から重度までの範囲で変化する。ASDを持つ子どもたちは、自己認識や自己受容に苦しむかもしれない。彼らの異なる思考パターンや社会的思考や行動における脳の処理機能は、彼らが自分自身や他者との社会的つながりを理解することを妨げる可能性がある。診断された自閉症者の約75%は何らかの一般的な方法で精神的に障害があり、残りの25%はアスペルガー症候群と診断されており、平均から良好な認知機能を示している。さまざまな程度の自閉症を持つ子どもたちが社会的状況で苦労していることはよく知られている。ケンブリッジ大学の科学者たちは、自己認識がASDの人々にとって主な問題であるという証拠を提供している。研究者たちは、ボランティアに自分自身や他者の考えや意見や好みなどについて判断を求めて、脳活動を測定するために機能的磁気共鳴画像法（FMRI）を使った。注目された脳の領域の一つは前帯状皮質（vMPFC）であり、これは人々が自分自身について考えるときに活発になることが知られている

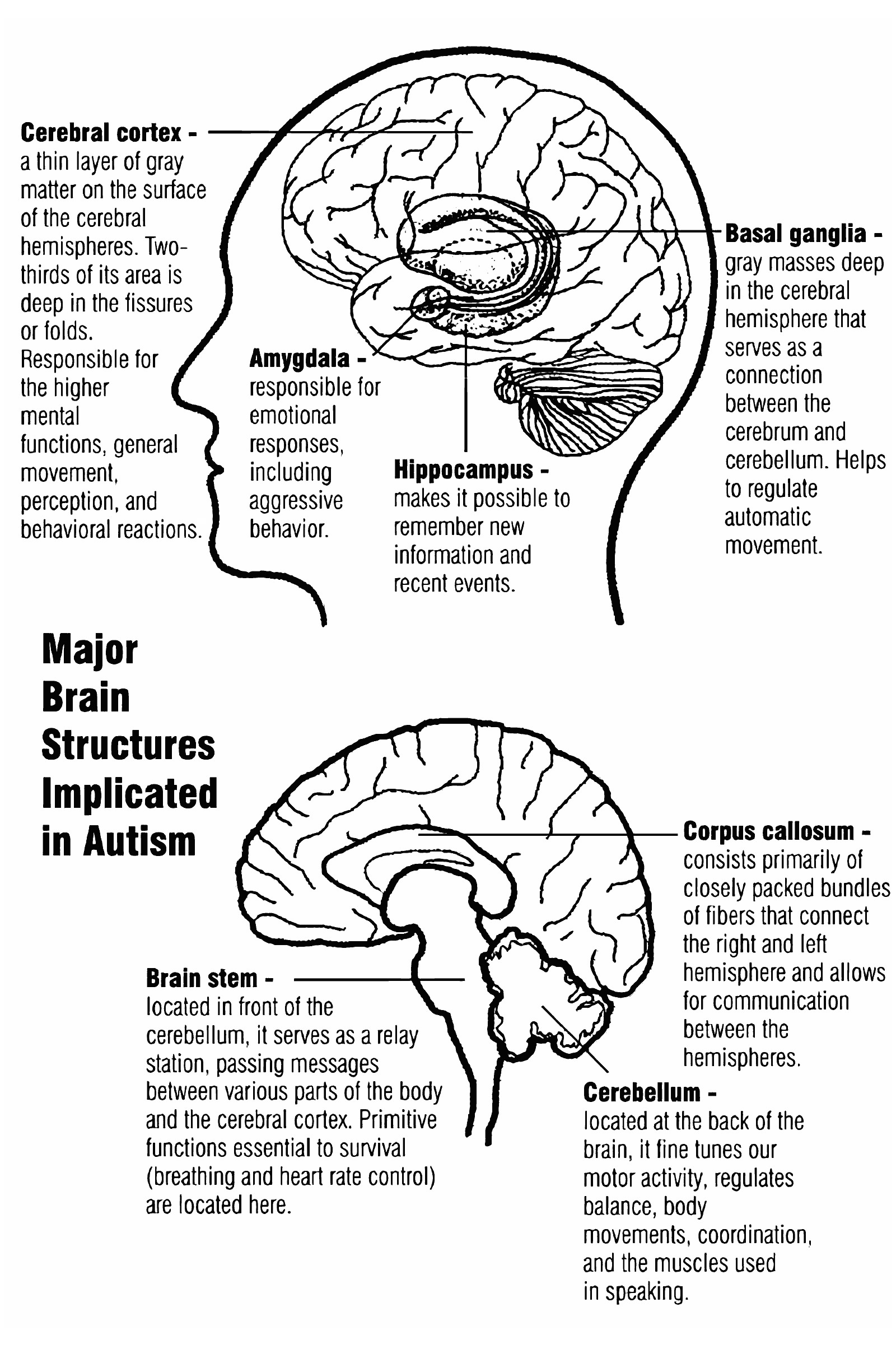
自閉症に関係する主な脳構造

スタンフォード大学の研究では、自閉症スペクトラム障害における自己認識に関わる脳回路をマッピングしようとしている。この研究は、自己認識は主に社会的な状況で欠けているが、一人でいるときはより自己認識が高く、存在感があることを示唆している。対人相互作用に従事している他者と一緒にいるときに、自己認識のメカニズムが失敗するようだ。ASDの尺度で高機能の個人は、一人でいるときはより自己認識が高いと報告しているが、感覚過負荷や社会的な暴露の直後ではない限り。要求の高い社会的な状況に直面したとき、自己認識は消えてしまう。この理論は、これが自己保存のための行動抑制システムによって起こるという仮説を立てている。これは、人間が飛行中のバスから飛び降りたり、熱したコンロに手を置いたりするような自傷行為から人間を防ぐシステムである。危険な状況が知覚されると、行動抑制システムが作動し、私たちの活動を制限する。「ASDの個人にとって、この抑制メカニズムは非常に強力であり、可能な限り最小限のトリガーで作動し、差し迫った危険や可能性のある脅威に過敏である。これらの危険は、見知らぬ人と一緒にいたり、ラジオから聞こえる大きな音だったりするかもしれない。これらの状況では、自己保存の欲求が社会的な落ち着きや適切な相互作用を上回ってしまうため、自己認識が損なわれてしまう可能性がある。
ホブソン仮説とは、自己認識の欠如によって乳児期から自閉症が始まり、それが反映的自己認識の障害につながるという報告である。この研究では、アスペルガー症候群の10人の子どもたちが自己理解インタビューを受けた。このインタビューはデイモンとハートによって作られたもので、難易度の高いレベルで考える能力を測る7つの核心領域やスキーマに焦点を当てている。このインタビューは、自己理解のレベルを推定する。"研究の結果、アスペルガー群は自己理解インタビューの「自己としての対象」や「自己としての主体」の領域で障害を示し、これはホブソンが提唱する自己認識や自己反省の能力の障害という概念を支持した。 自己理解とは、個人の過去・現在・未来における自己記述である。自己理解がなければ、自閉症スペクトラム障害（ASD）の人々には自己認識が欠けていると報告されている。
共同注意（JA）は、自閉症スペクトラム障害（ASD）を持つ人々に正しい自己認識を促進するために開発された教育戦略である。JA戦略は最初に、反射された鏡像とそれらがどのように関係しているかについて直接教えるために使われた。鏡像自己認識発達（MSAD）活動は、ASDを持つ人々の自己認識の増加を測定するための4段階の枠組みとして使われた。自己認識や知識は、直接的な指導によって単純に教えることができるものではない。代わりに、学生は環境と相互作用することによってこの知識を獲得する。鏡像理解とそれが自己認識発達に与える影響は、ASDを持つ人々の自己認識において測定可能な増加をもたらす。また、それは理解する上で非常に魅力的で好まれる道具であり、自己認識発達段階を理解する。
人々がどの程度の自己認識を示すかに関する様々な理論や研究が行われてきた。科学者たちは、自分や自己認識を理解することに関係する脳のさまざまな部分について研究してきた。研究では、ASDに影響される脳の領域の証拠が示されている。他の理論では、共同活動（鏡像自己認識発達など）を通じて個人が自分自身についてもっと学ぶことで、正しい自己認識や成長を促進することができると提唆している。自己認識を構築することで、同時に自尊心や自己受容も構築することができる。これは、ASDを持つ個人が環境や他者とより良く関わることができるようになることを意味する。

### 統合失調症
統合失調症は、中枢辺縁路でのドーパミン活動の過剰と中枢前頭路でのドーパミン活動の不足が原因で、精神病症状や社会化における認知機能の低下を特徴とする慢性の精神疾患である。精神障害の診断と統計マニュアルによると、統合失調症の患者は、陽性症状、陰性症状、精神運動症状の組み合わせを持っている。これらの認知的な障害は、現実に歪んだ稀な信念や思考を含み、患者にとって異常な機能パターンを作り出す。統合失調症の原因は、多くの遺伝子が関与するポリジーン遺伝による遺伝的な成分が大きい。統合失調症の遺伝率は約80%と見積もられているが、患者の約60%しかこの障害の家族歴が陽性でなく、最終的に原因は遺伝的要因と環境的要因の組み合わせだと考えられている。ストレスの多い生活経験は、遺伝的にも年齢的にもリスクが高い個人において、統合失調症の発症を引き起こす可能性がある環境的要因であると考えられている。統合失調症患者の自己認識レベルは、大きく研究されている話題である。
統合失調症は重度の認知障害を特徴とする疾患であり、患者が自分の欠陥にどの程度気づいているかは不明である。メダリアとリム（2004年）は、注意力、非言語記憶、言語記憶の分野における患者の認知障害に対する自己認識を調査した。この研究（N=185）の結果、患者の認知機能に対する自己評価は臨床家の評価と大きく乖離していた。統合失調症患者が何を信じているかを本当に理解することは不可能であるが、この研究では、患者は自分の認知的な不合理さに気づいていなかった。DSM-5では、統合失調症と診断されるためには、1か月間に2つ以上の以下の症状がある必要がある：妄想*、幻視*、言語の乱れ*、極度に乱れた/猫背行動や消極的な症状（*これら3つの症状は他の症状よりも優先されなければならず、正しく患者を診断するために存在しなければならない）。これらの症状は非常に顕著であり、抗精神病薬（ハロペリドールやロキサピンなど）、非定型抗精神病薬（クロザピンやリスペリドンなど）と家族介入や社会的技能を含む心理社会的治療の組み合わせで治療されることがある。患者が治療を受けて回復しているとき、彼らの行動の記憶はわずかな量でしか存在しない。したがって、治療後の統合失調症の診断に対する自己認識は稀であり、発症後や患者における有病率に関連しても同様である。
上記の研究結果は、アマドールらによって行われた研究によってさらに裏付けられている。この研究では、患者の洞察力と服薬遵守と疾患の進行との間に相関関係があることが示唆されている。研究者たちは、43人の患者のサンプルで、精神障害の無自覚性を評価する尺度（SUMD）を用いて疾患への洞察力を評価し、精神病理学や疾患の経過や治療への服薬遵守とともに用いた。洞察力が乏しい患者は、治療への服薬遵守が低く、予後も悪くなる可能性が高い。幻覚を経験する患者は、参照妄想や思考挿入/思考抽出、思考伝播、被害妄想、誇大妄想などを含む陽性症状を経験することがある。これらの精神病は、患者の現実感覚を本当に起こっていると信じ込ませる方法で歪めてしまう。例えば、参照妄想を経験している患者は、天気予報を見ているときに、気象予報士が雨が降ると言っているのは、雨が何か全く関係ない特定の警告を意味するというメッセージを患者に送っていると信じ込むかもしれない。もう一つの例は思考伝播である。これは、患者が自分の思考をみんなが聞こえると信じ込むことである。これらの陽性症状は時には非常に重篤で、統合失調症患者は自分に何かが這っていたり、現実にはないものを嗅いだりすると信じ込むことがある。これらの強い幻覚は強烈であり、患者に自分が体験しているものが実際には存在しないことを納得させることは非常に困難である。これらの強力な幻覚は強烈であり、患者に自分が体験しているものが実際には存在しないことを納得させることは非常に困難である。そのため、患者が自分が体験しているものが実際には存在しないことに気づき、自己認識を持つことは非常に困難である。
さらに、ベッドフォードとデイビス（2013年）による研究では、統合失調症（自己反映・自己知覚・洞察力）の複数面面への拒否対受容およびその効果への自己反映（N＝26）を見るために行われた。研究結果は、拒否増加患者群では自己評価された精神障害への回想低下が見られたことを示唆している。大きな程度で拒否することは回復するために困難を生み出す原因であり彼らの感情や感覚は非常に顕著である。しかし上記したようなこの一連の研究から示唆されているように多くの要因や診断理由から多くの統合失調症患者群では彼ら自身への気づきがなく多く存在しておりその割合も大きくなってしまっている。

### 双極性障害
双極性障害とは、気分やエネルギーや機能する能力に変動をもたらす病気である。この病気に苦しむ人にとって、自己認識は重要である。なぜなら、彼らは病気のせいであるのか別の問題のせいであるのかを区別することができなければならないからである。「性格や行動や機能不全があなたの双極性障害に影響を与えるので、区別するためには自分自身を『知る』必要がある」。この障害は診断が難しいものであり、自己認識は気分によって変わる。「例えば、あなたにとって自信と新しいビジネスベンチャーのための賢いアイデアとして見えるものは、妄想的思考や躁状態というパターンかもしれない」。気分の変動における非合理性を理解することと、躁状態に完全に包まれて行動を正当化することとの間に問題が生じる。
双極性障害の症状とそうでないものとを区別することが重要である。Mathewらによる研究では、「寛解期にある双極性障害患者の自己および他者への病気認識を検討すること」を目的として行われた。
この研究はインドのヴェロールにあるキリスト教医科大学精神科学部で行われた。同学部は「精神・行動障害患者の管理」に特化したセンターである。82人の患者（女性32人、男性50人）が研究に参加することに同意した。これらの患者は「国際疾病分類 - 10診断基準に基づき、双極性障害I型またはII型と診断され、寛解期にあった」。そして、研究開始前にさまざまな基準評価を受けた。これらの基準評価には、ビネットが使われ、それは追跡時の評価ツールとしても使われた。患者はランダムに2つのグループに分けられた。一方は「構造化された教育介入プログラム」（実験群）に従い、もう一方は「通常ケア」（対照群）に従った。
この研究は、患者に「認識された原因、結果、重症度とその身体、感情、社会的ネットワークや家庭生活、仕事に及ぼす影響、可能な対処法、助けを求める行動や医者や治療者の役割」などのトピックに関して自由回答形式の質問をしたインタビューに基づいている。その後、マクネマー検定という方法を用いて、患者の病気に対する見方と病気に対する説明とを比較した。研究の結果は、患者が自分の病気に関連付けた信念が障害の可能な原因と一致していることを示している。一方、「活動性の精神病期にある患者を対象とした研究では、彼ら自身の病気に対する評価に不一致が記録されている」という。これは双極性障害を患う人々の自己認識がいかに困難であるかということに関係している。
この研究は疾患から寛解している人口を対象として行われたものであるが、「活動性の精神病期」にある患者と寛解期にある患者との区別は、彼らの自己認識が回復への道程でどのように進化するかを示している。

## 植物
植物における自己識別は、根やつるや花が自分自身を避けて他のものとは避けないことで見られる。

### 植物における自己認識の証拠となる自家不和合性メカニズム
植物における自己認識は、自己認識の分野では周辺的な話題であり、主に植物学者によって研究されている。植物が自分自身を知覚できるという主張は、植物が自分自身とは交配しないように遺伝子選択メカニズムが働くという証拠に基づいている。さらに、つる性植物は、つるにある化学受容体のおかげで、自分自身を巻きつけないようにすることが示されている。植物特有のものとして、自分自身を認識することは、植物が自分自身であることを認識できることを意味し、他のすべての知られている自己認識の概念は、何が非自己であるかを認識できる能力を含んでいるかそれを中心としている。

### 植物の生殖における自己の認識と拒絶
ジューン・B・ナスララーの研究によると、植物の受粉機構は、自己繁殖に対する防御機構としても機能し、植物が自己認識を持つ生物と考えられるという科学的証拠の基礎を築いている。植物のSI（自家不和合性）機構は、自己を認識する能力から自己意識が生じるという意味でユニークである。非自己ではなく、自己である。SI機構の機能は主に、遺伝子S-locus receptor protein kinase (SRK)とS-locus cysteine-rich protein gene (SCR)との相互作用に依存している。自家受粉の場合、SRKとSCRが結合してSKRを活性化させ、花粉が受精するのを阻害する。他家受粉の場合、SRKとSCRは結合せず、したがってSRKは活性化されず、花粉が受精する原因となる。簡単に言えば、受容体は花粉に存在する遺伝子を受け入れたり拒否したりする。そして、花粉が同じ植物から来た場合、上記のSI機構は花粉が受精するのを防ぐ反応を引き起こす。

### カヤラチア・ジャポニカのツルによる生理的接続に媒介された自己識別
福野裕也と山尾章らの研究は、ツル性植物における自己識別と、すでに発見されたメカニズムを持つ他の分類との間に関連性を示している。また、植物における自己識別メカニズムの証拠の一般的な基盤にも貢献している。この論文では、開花植物やウミホタルなどで見られる生物学的な自己識別メカニズムは、ツル性植物にも存在すると主張している。彼らはこの仮説を検証するために、自分自身や他者の近隣ペアの植物に対して触覚テストを行った。テストでは、ツルが互いに相互作用できるようにセットされた植物を十分に近づけた。触覚テストの結果は、地上部で見られる自己識別の証拠を示しており、接続された自分自身や切断された自分自身や他者の場合、ツルの活動率や巻き付きやすさは根茎でつながっているものよりも離れているものの方が高かった。

## 演劇

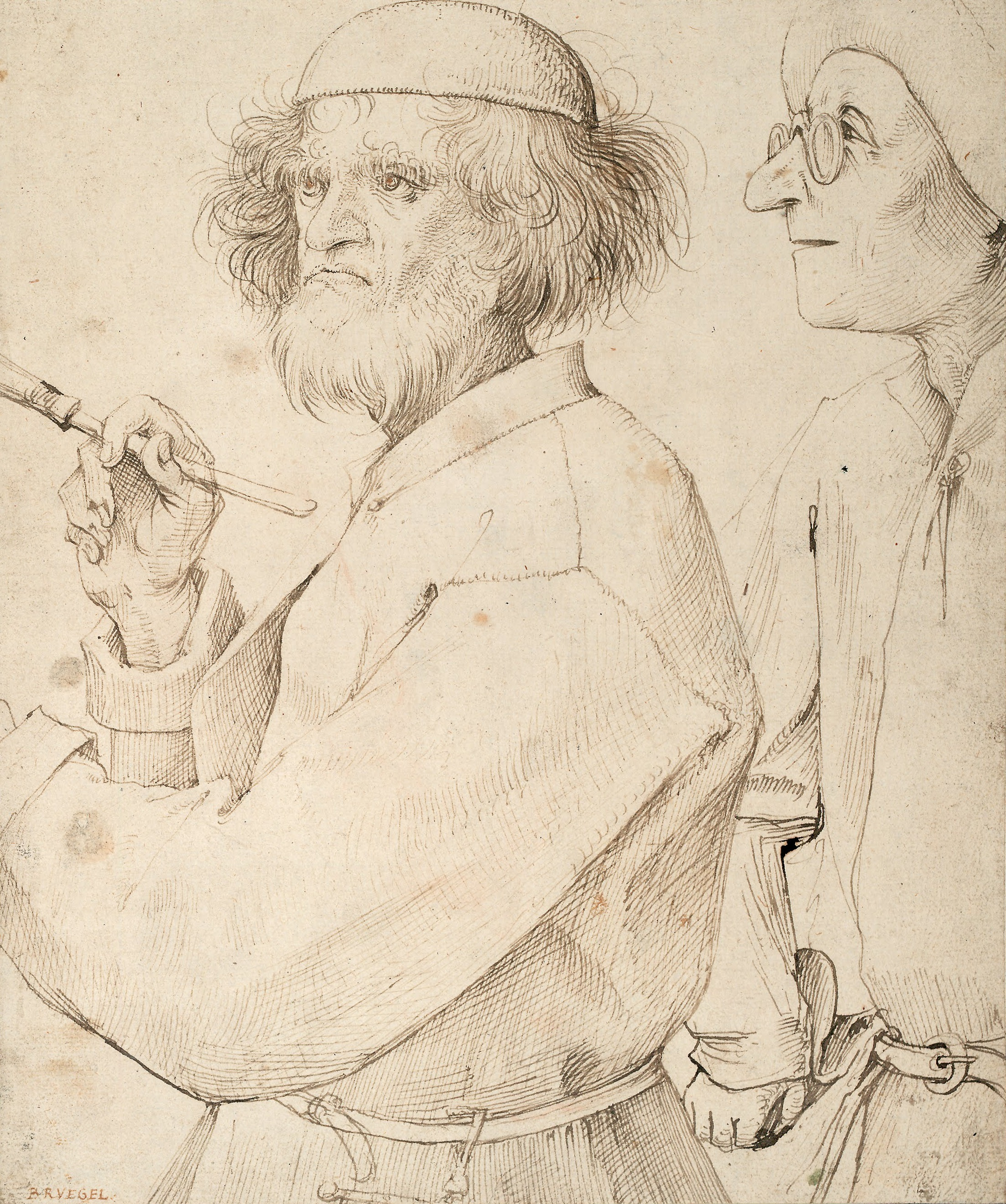
「画家と買い手」（1565年）。ピーテル・ブリューゲル長老のこの絵では、画家は自画像であると考えられている。

演劇は自己認識以外にも他の認識に関心を持っている。演劇観客の体験と個人的な自己認識との間に相関関係がある可能性がある。俳優や観客は文脈を維持するために第四の壁を壊してはならないし、個人もまた現実という人工的であったり作られた知覚に気づいてはならない。これは、演劇と同じように、他者に適用される社会的建造物や自己認識も人工的な連続体であることを示唆している。「作者を探す六人の登場人物」や「オズの魔法使い」などの演劇作品は第四の壁をさらに一層重ねて作り出すが、それらは初期の錯覚を破壊しない。

## サイエンス・フィクション
サイエンス・フィクションでは、自己認識は人間に固有の本質的な性質を表し、しばしば（物語の状況によっては）非人間に人格を与える。コンピュータや地球外生命や他の物体が「自己認識」を持つと言われた場合、読者はそれを完全に人間的な登場人物として扱われると想定するかもしれない。つまり、通常の人間と同様の権利や能力や欲望を持つということである。「感性」や「知恵」や「意識」という言葉も、サイエンス・フィクションでは同様の意味で使われる。

## ロボット工学
「自己認識」を持つために、ロボットは内部モデルを使って自分の行動をシミュレートすることができる。

## 参考書籍
- ジュリアン ジェインズ(Julian_Jaynes) 柴田裕之 訳 『神々の沈黙』意識の誕生と文明の興亡　紀伊國屋書店 ISBN 4314009780